# The Jacksons (musikalbum)
The Jacksons är ett musikalbum av The Jacksons och det är deras första album på CBS Records efter flytten från Motown. Jermaine Jackson stannade i Motown och hans yngre bror Randy Jackson ersatte honom.
"Enjoy Yourself" blev albumets stora hit och nådde 6:e platsen. Gruppen fick för första gången skriva sitt eget material, något som de blev nekade till i Motown. The Jacksons skrev och komponerade "Style of Life" och "Blues Away" själva. Den sistnämnda är Michael Jacksons första publicerade låt som han hade skrivit själv. "Show You the Way to Go" och "Dreamer" blev mindre hitar.  
Albumet sålde senare Guld.

## Låtlista
1. "Enjoy Yourself" (Gamble/Huff)
2. "Think Happy" (Gamble/Huff)
3. "Good Times" (Gamble/Huff)
4. "Keep on Dancing" (Wansel)
5. "Blues Away" (Jackson)
6. "Show You the Way to Go" (Gamble/Huff)
7. "Living Together" (Wansel)
8. "Strength of One Man" (McFadden)
9. "Dreamer" (Gamble/Huff)
10. "Style of Life" (Jackson/Jackson)